# Bukkehorn

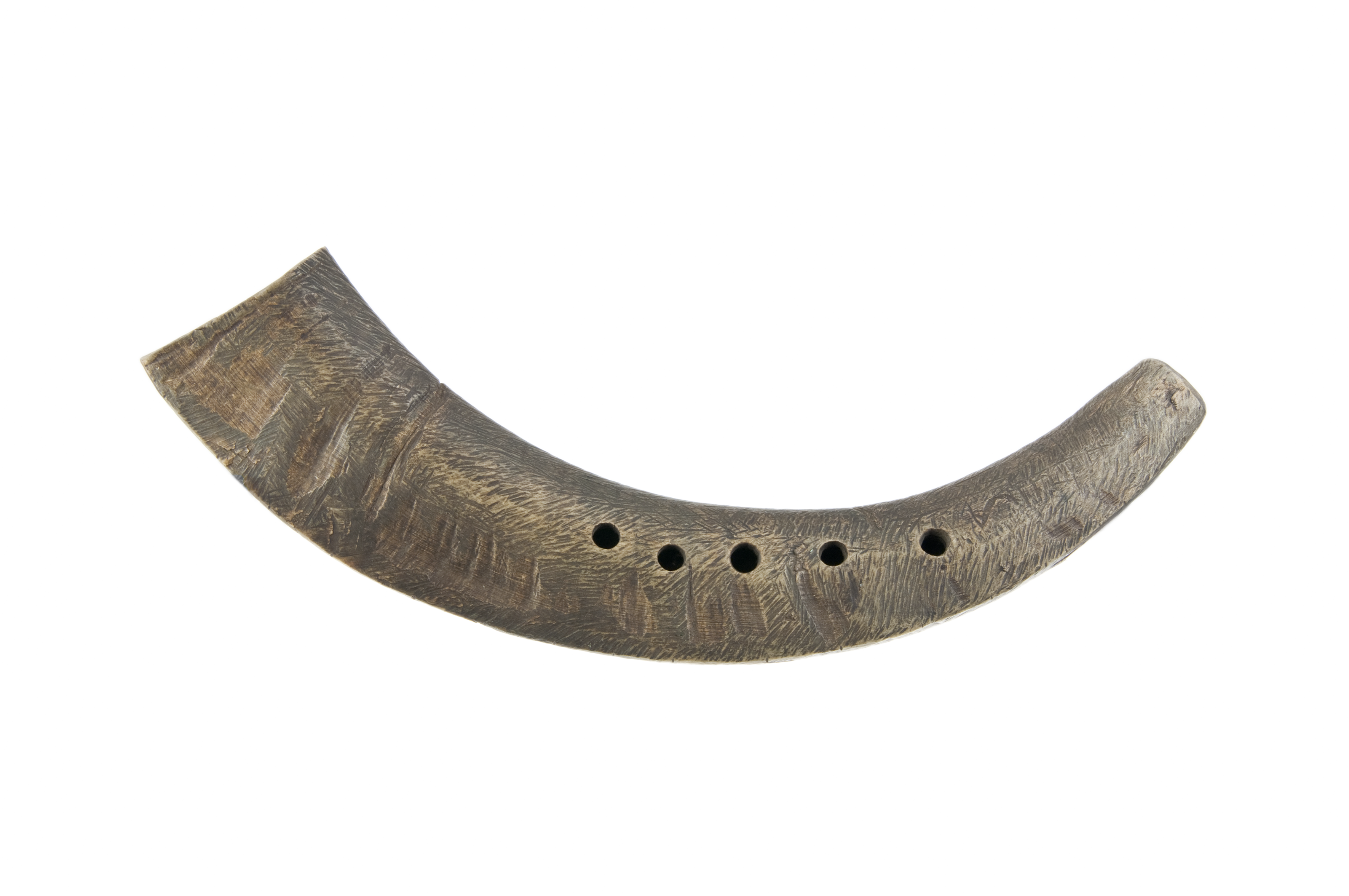
Bukkehorn uit Zweden

Een bukkehorn is een blaasinstrument gemaakt van de hoorn van een ram of geit. Het instrument werd van oorsprong gebruikt door herders als een signaalinstrument. Later werden er, net als bij een blokfluit, gaten in gemaakt waardoor het mogelijk was om met behulp van je vingers melodieën te maken. Bekende spelers van dit instrument zijn onder andere Karl Seglem en Einar Selvik.  